# Marijonas
Marijonas ist ein litauischer männlicher Vorname, abgeleitet von Marija. Die weibliche Form ist Marijona. 

## Personen
- Marijonas Mikutavičius (* 1971), Sänger, Musiker und Songwriter, Fernsehjournalist
- Marijonas Misiukonis (* 1939), KGB-Mitarbeiter, sowjetischer und litauischer Politiker
- Marijonas Petravičius (* 1979),  Basketballspieler
- Marijonas Ročius (* 1963), Fernschachspieler
- Marijonas Visakavičius (1944–2019), Politiker, Mitglied des Seimas